# Artem Suchockyj
Artem Mychajlovyč Suchockyj (ukrajinsky Артем Михайлович Сухоцький; * 6. prosince 1992, Nižyn) je ukrajinský fotbalový obránce a bývalý mládežnický reprezentant, od února 2021 působící v ukrajinském celku SFK Desna Černihiv. Mimo Ukrajinu působil na klubové úrovni na Slovensku a Bělorusku. Nastupuje na kraji obrany, je spolehlivý v defenzivní činnosti a rovněž podporuje útok.

## Klubová kariéra
Je odchovancem Dynama Kyjev, kam přestoupil v mládeži z konkurenčního týmu RVUFK Kyjev. Před sezonou 2009/10 se propracoval do seniorské kategorie. Během dva a půl roku ale neodehrál za "áčko" žádný soutěžní zápas, nastupoval pouze za B-mužstvo. V lednu 2012 přestoupil do klubu Illjičivec Mariupol, kde si však stejně jako v Dynamu připsal starty pouze za rezervu. V létě 2013 vedly jeho kroky do celku FC Oleksandrija, kterému pomohl k postupu do nejvyšší soutěže.

### FK Zorja Luhansk

#### Sezóna 2015/16
V zimním přestupovém období ročníku 2015/16 zamířil do týmu FK Zorja Luhansk. Ligovou premiéru v dresu mužstva si odbyl v 19. kole hraném 20. března 2016 v souboji s Dynamem Kyjev, tedy jeho bývalým zaměstnavatelem. Utkání skončilo venkovní prohrou Luhansku 0:1, Suchockyj přišel na hrací plochu v 82. minutě. S klubem postoupil až do finále Ukrajinského poháru, v němž Luhansk podlehl na neutrální půdě Šachtaru Doněck v poměru 0:2 a tuto trofej nezískal.

#### Sezóna 2016/17
S mužstvem se představil ve skupinové fázi Evropské ligy UEFA 2016/17, kde byl Luhansk nalosován do skupiny A společně s kluby Fenerbahçe SK (Turecko), Manchester United FC (Anglie) a Feyenoord z Rotterdamu (Nizozemsko). Luhanský celek skončil ve skupinové fázi na čtvrtém místě a do jarního play-off nepostoupil. Svůj první ligový gól v sezoně zaznamenal v 16. kole proti Karpatu Lvov (remíza 2:2), ve 22. minutě srovnal skóre utkání na 1:1.

#### Sezóna 2017/18
S Luhanskem se i na podzim 2017 představil ve skupinové fázi Evropské ligy UEFA 2017/18, kde ve skupině J číhaly týmy Östersunds FK (Švédsko), Athletic Bilbao (Španělsko) a berlínská Hertha BSC (Německo). Luhanské mužstvo skončilo ve skupině na třetím místě, které mu postup do play-off nezajistilo. Suchockyj odehrál ve skupinové části všech šest střetnutí a v zápase v Bilbau s tamním Athleticem přihrál z rohového kopu na vítěznou branku střetnutí.

### ŠK Slovan Bratislava
V lednu 2018 odešel na Slovensko a podepsal kontrakt na čtyři a půl roku se Slovanem Bratislava, ve kterém rozšířil konkurenci na postu levého obránce. Na jaře 2018 kvůli zranění nehrál.

#### Sezóna 2018/19
Se Slovanem se představil v prvních dvou předkolech Evropské ligy UEFA 2018/19 v soubojích s moldavským mužstvem FC Milsami Orhei (výhry 4:2 a 5:0) a klubem Balzan FC z Malty (prohra 1:2 a výhra 3:1). Ve třetím předkole nehrál, "belasí" následně vypadli po výhře 2:1 a prohře 0:4 s rakouským celkem Rapid Vídeň. Ligový debut za Slovan si připsal 22. 7. 2018 v úvodním kole v souboji s ViOnem Zlaté Moravce – Vráble (výhra 4:1), odehrál celých devadesát minut. Poprvé v ročníku se trefil v 18. kole proti klubu MŠK Žilina, když v 11. minutě otevřel skóre utkání. Zápas skončil vítězstvím Slovanu v poměru 5:2. S "belasými" získal 14. dubna 2019 po výhře 3:0 v odvetě nad Žilinou šest kol před koncem sezony mistrovský titul.

#### Sezóna 2019/20
S "belasými" se představil v prvním předkole Ligy mistrů UEFA 2019/20 proti černohorskému celku FK Sutjeska Nikšić a po vypadnutím s tímto soupeřem byl jeho tým přesunut do předkol Evropské ligy UEFA 2019/20, kde se Slovanem postoupil přes kosovské mužstvo KF Feronikeli (výhry doma 2:1 a venku 2:0), klub Dundalk FC z Irska (výhry doma 1:0 a venku 3:1) a řecký tým PAOK Soluň (výhra doma 1:0 a prohra venku 2:3) do skupinové fáze. Se Slovanem byl zařazen do základní skupiny K, kde v konfrontaci s kluby Beşiktaş JK (Turecko), SC Braga (Portugalsko) a Wolverhampton Wanderers FC (Anglie) skončil s "belasými" na třetím místě tabulky a do jarního play-off s nimi nepostoupil.
Svoji první branku v sezoně zaznamenal 10. 8. 2019 v souboji s ViOnem Zlaté Moravce – Vráble a podílel se na vysokém vítězství 4:0 na domácí půdě. Podruhé v ročníku skóroval o týden později proti klubu ŠKF iClinic Sereď, trefil se při vysoké výhře 4:0 na půdě soupeře ve 42. minutě. Slovan na jaře 2020 obhájil titul z předešlé sezony 2018/19. S "belasými" ve stejném ročníku triumfovali i ve slovenském poháru a získali tak „double“. Suchockyj se na těchto úspěších částečně podílel.

### FK Dinamo Minsk (hostování)
V březnu 2020 odešel ze Slovanu Bratislava hostovat do 16. července 2020 do běloruského celku FK Dinamo Minsk. Ligovou premiéru v dresu Dinama absolvoval 20. března 2020 v prvním kole v souboji s týmem FK Ruh Brest (prohra 0:1), odehrál celé utkání. V létě 2020 bylo jeho hostování prodlouženo do konce roku.

### SFK Desna Černihiv
V zimním přestupovém období sezony 2020/21 se vrátil na Ukrajinu, když se dohodl na smlouvě s mužstvem SFK Desna Černihiv.

## Klubové statistiky
Aktuální k 1. březnu 2021
| Sezona    | Klub                    | Soutěž       | Zápasy | Góly |
| --------- | ----------------------- | ------------ | ------ | ---- |
| 2009/2010 | FK Dynamo Kyjev B       | Perša liha   | 8      | 0    |
| 2010/2011 | FK Dynamo Kyjev B       | Perša liha   | 14     | 0    |
| 2011/2012 | FK Dynamo Kyjev B       | Perša liha   | 12     | 0    |
| 2011/2012 | Illjičivec Mariupol     | Premjer-liha | 0      | 0    |
| 2012/2013 | Illjičivec Mariupol     | Premjer-liha | 0      | 0    |
| 2013/2014 | FC Oleksandrija         | Perša liha   | 25     | 1    |
| 2014/2015 | FC Oleksandrija         | Perša liha   | 27     | 2    |
| 2015/2016 | FC Oleksandrija         | Perša liha   | 16     | 1    |
| 2015/2016 | FK Zorja Luhansk        | Premjer-liha | 6      | 0    |
| 2016/2017 | FK Zorja Luhansk        | Premjer-liha | 17     | 1    |
| 2017/2018 | FK Zorja Luhansk        | Premjer-liha | 17     | 0    |
| 2017/2018 | ŠK Slovan Bratislava    | Fortuna liga | 0      | 0    |
| 2018/2019 | ŠK Slovan Bratislava    | Fortuna liga | 26     | 1    |
| 2019/2020 | ŠK Slovan Bratislava    | Fortuna liga | 12     | 2    |
| 2020      | FK Dinamo Minsk (host.) | Vysšaja liga | 25     | 0    |
| 2020/2021 | SFK Desna Černihiv      | Premjer-liha |        |      |

## Reprezentační kariéra
Artem Suchockyj je bývalý mládežnický reprezentant Ukrajiny, nastupoval za výběry do 16, 17 a 18 let.